# Брасловче
Брасловче (словен. Braslovče) — поселення в общині Брасловче, Савинський регіон, Словенія. 
Висота над рівнем моря: 306,8 м.